# Bóveda

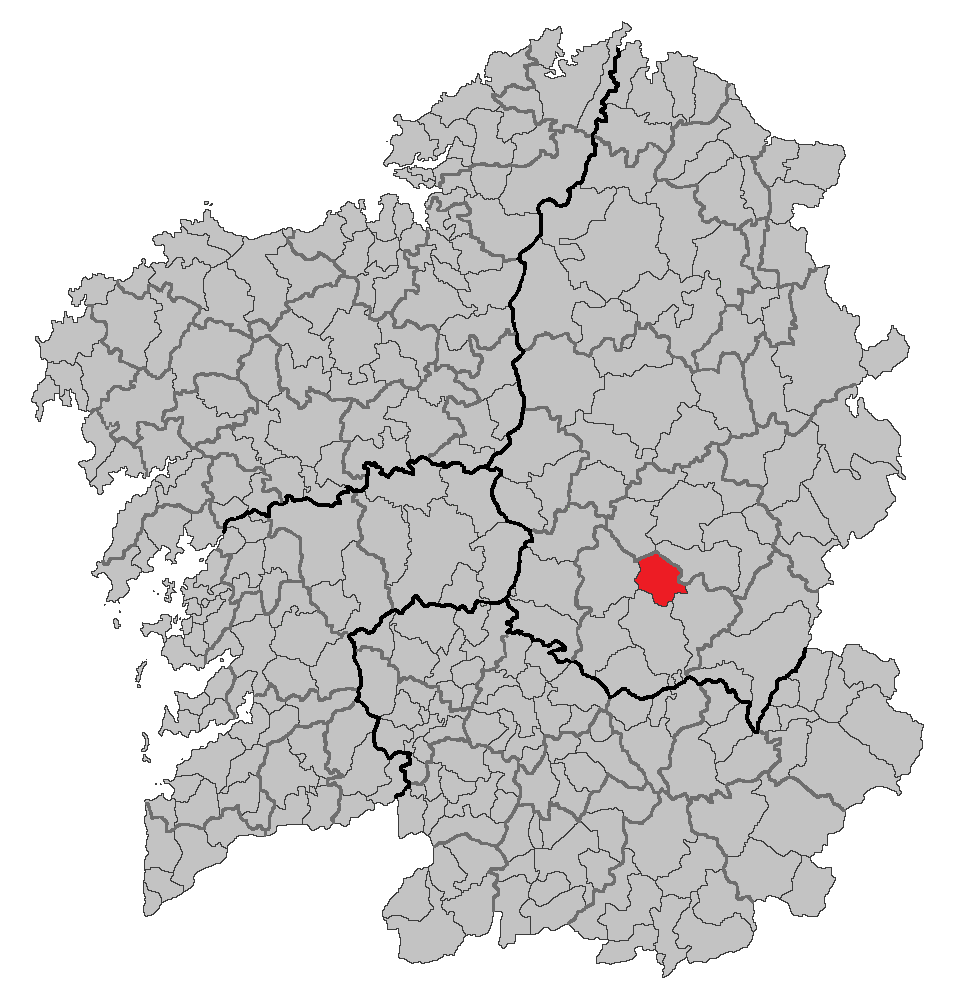
Bóveda, Lugo, Galizia

Bóveda è un comune spagnolo di 1 949 abitanti situato nella comunità autonoma della Galizia.